# Martin Häner
Martin Häner (Berlijn, 27 augustus 1988) is een Duits hockeyer.
Häner won met de Duitse ploeg tijdens de Wereldkampioenschap 2010 de zilveren medaille. Häner won tijdens de Olympische Spelen de gouden medaille door in de finale Nederland te verslaan. Tijdens de Olympische Spelen 2016 was Häner aanvoerder van de Duitse ploeg die de bronzen medaille won.

## Erelijst
- 2009 –  Europees kampioenschap in Amstelveen
- 2010 –  Wereldkampioenschap in New Delhi
- 2011 –  Europees kampioenschap in Mönchengladbach
- 2012 –  Olympische Spelen in Londen
- 2013 –  Europees kampioenschap in Boom
- 2014 – 6e Wereldkampioenschap in Den Haag
- 2015 –  Europees kampioenschap in Londen
- 2016 –  Olympische Spelen in Rio de Janeiro
- 2017 – 4e Europees kampioenschap in Amstelveen
- 2018 – 5e Wereldkampioenschap in Bhubaneswar
- 2019 – 4e Europees kampioenschap in Antwerpen

Oskar Deecke · 
Florian Fuchs · 
Moritz Fürste · 
Martin Häner · 
Tobias Hauke · 
Oliver Korn · 
Maximilian Müller  · 
Jan-Philipp Rabente · 
Thilo Stralkowski · 
Max Weinhold · 
Christopher Wesley · 
Benjamin Weß · 
Timo Weß · 
Matthias Witthaus · 
Christopher Zeller · 
Philipp Zeller · 
Coach: Markus Weise
Linus Butt · 
Florian Fuchs · 
Moritz Fürste · 
Mats Grambusch · 
Tom Grambusch · 
Martin Häner  · 
Tobias Hauke · 
Timm Herzbruch · 
Nicolas Jacobi · 
Matthias Müller · 
Timur Oruz · 
Christopher Rühr · 
Moritz Trompertz · 
Niklas Wellen · 
Christopher Wesley · 
Martin Zwicker · 
Coach: Valentin Altenburg
- Gemeinsame Normdatei: 115232991X
- Virtual International Authority File: 5348151898626524190004
- WorldCat: E39PBJhH7hbJH3QDY6xcjcP4v3